# Недоторканний запас
Недоторка́нний запас (часто просто НЗ) — спеціально зібраний запас продовольства, палива, боєприпасів та інших життєво необхідних у критичних ситуаціях речей, що зберігається з метою використання в екстрених ситуаціях. У типових, неекстрених ситуаціях НЗ не вживають. Зокрема, НЗ використовується у війську та на флоті, в далеких експедиціях, важких подорожах тощо.
Необхідність збереження недоторканого запасу враховується при проектуванні систем водозабезпечення тощо.